# Esko Järvinen
Esko Järvinen, född 15 december 1907 i Lahtis, död den 7 mars 1976, var en finländsk utövare av nordisk kombination som tävlade under 1920-talet. 
Järvinen deltog i två världsmästerskap och i ett olympiskt spel. Vid vinterolympiaden 1928 slutade han på femte plats. Han ingick även i laget som kom på andra plats i uppvisningsgrenen Militärpatrull i Sankt Moritz. Vid VM 1926 på hemmaplan i Lahtis slutade han sexa. Järvinens bästa resultat är från hans sista mästerskap VM 1929 i Zakopane där han blev bronsmedaljör.

## Utmärkelser
- Finlands idrottskulturs förtjänstmedalj[1]

[Redigera Wikidata]